# 七和村 (三重県)
七和村（ななわむら）は三重県員弁郡にあった村。現在の桑名市の南西部、員弁川の左岸、三岐鉄道北勢線の沿線にあたる。

## 地理
- 河川：員弁川、弁天川、嘉例川

## 歴史
- 1889年（明治22年）4月1日 - 町村制の施行により、芳ヶ崎村・森忠村・星川村・巌新田・嘉例川村・五反田村・大仲新田の区域をもって発足。
- 1951年（昭和26年）3月2日 - 桑名市に編入。同日七和村廃止。

## 交通

### 鉄道路線
- 三重交通
  - 北勢線（現・三岐鉄道北勢線）
    - 坂井橋駅（2005年廃止） - 七和駅

現在は旧村域に星川駅が所在するが、当時は未開業。